# 208线路所
208线路所，位于吉林省吉林市蛟河市新站镇文化村，有小新铁路与拉滨铁路经过。线路所现由沈阳铁路局吉林车务段管辖。线路所原位于长图线208公里处，因而得名。

## 概况
线路所位于长图铁路、拉滨铁路与小新铁路（实为联络线）小姑家站、拉法站和新站站构成的三角线中心。起自小姑家站的小新铁路自西北引入，并以较小的曲线半径在此转向东北，连接新站站；起自拉法站的拉滨铁路自南引入，并弯向东北，与小新铁路并行前往新站站；小新铁路与拉滨铁路间亦筑有联络线；长图铁路位于线路所西侧，与小新铁路、联络线、拉滨铁路并行，以区间形式通过。